# Sajańsko-Szuszeńska Elektrownia Wodna
Sajańsko-Szuszeńska Elektrownia Wodna – zapora i elektrownia wodna, znajdująca się w górnym biegu rzeki Jenisej, w południowo–wschodniej części republiki Chakasja Federacji Rosyjskiej.
Zaporę umieszczono w Wąwozie Sajańskim, u ujścia rzeki do Kotliny Chakasko-Minusińskiej. Jest to największa zapora w Rosji, stanowi najwyższą część Kaskady Jeniseju. Budowę zapory rozpoczęto w 1968, ukończono w 1978/1985 (daty montażu pierwszej i ostatniej turbiny).
Wysokość zapory to 242 m, długość 1066 m, liczba turbin - 10, o ogólnej mocy 6400 MW (wraz z Majskim Węzłem Wodnym - 6721 MW). Zapora utworzyła zbiornik wodny, zajmujący Wąwóz Sajański, oraz część Kotliny Tuwy. Powierzchnia zbiornika wynosi 621 km², a maksymalna objętość zbiornika – 31,34 km³.
17 sierpnia 2009 w elektrowni miała miejsce awaria (wcześniejsze miały miejsce w 1979, 1985, 1988 i 1993).